# Station St. Neots
St. Neots is een spoorwegstation van National Rail in Huntingdonshire in Engeland. Het station is eigendom van Network Rail en wordt beheerd door Govia Thameslink Railway. 

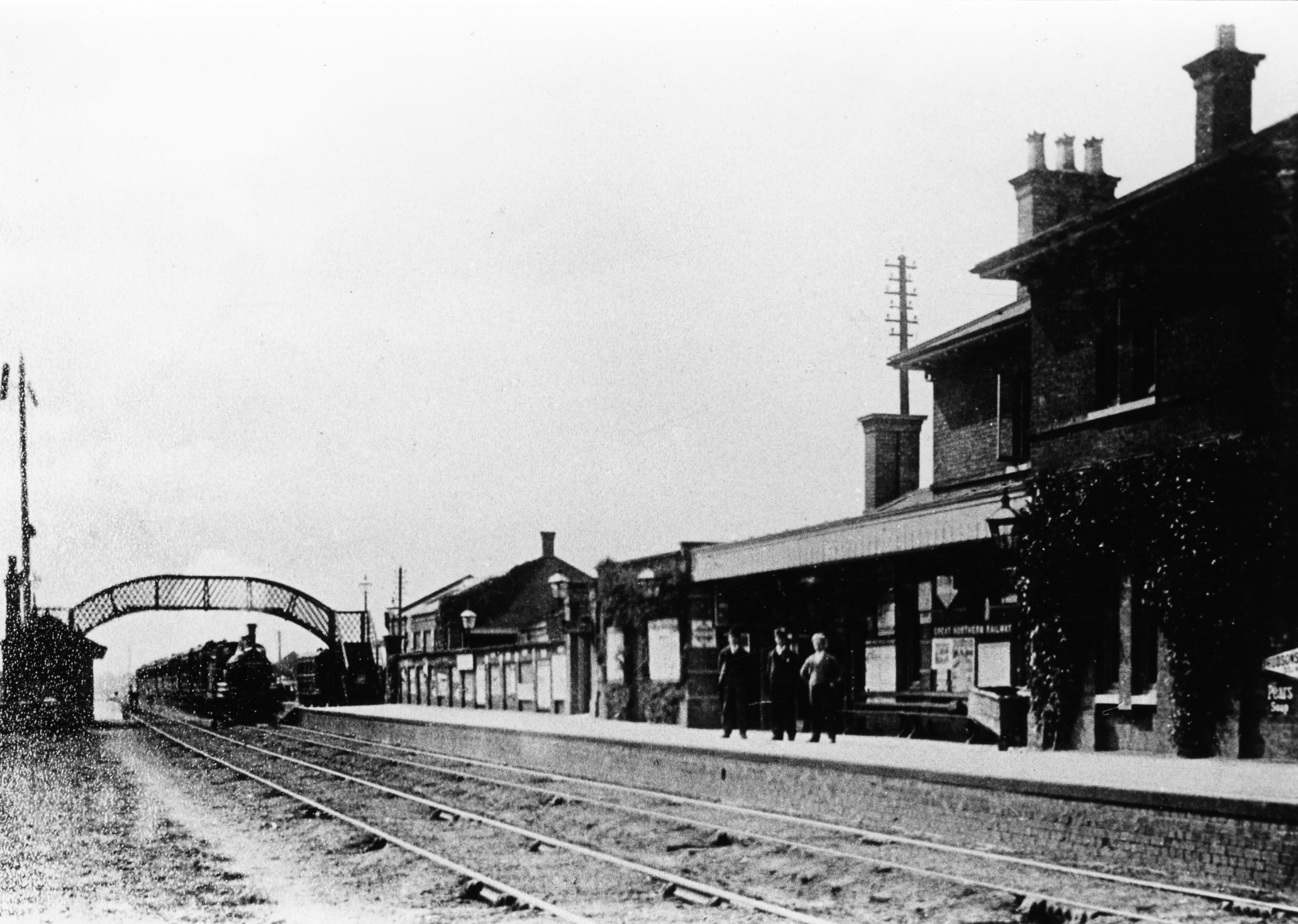
Station in 1865